# Јеврејски плес
Јеврејски плес је плес повезан са Јеврејима и јудаизмом. Јевреји су плес дуго користили као медиј за изражавање радости и других заједничких емоција. Плес је омиљена забава и игра улогу у верским обредима.
Плесови повезани са традицијом Ашкеназа и Сефарда, посебно јеврејски свадбени плесови, саставни су део јеврејског живота широм света. Народни плесови повезани са ционизмом и формирањем Државе Израел постали су популарни 1950-их.

## Јеврејски народни плес
Код Јевреја Ашкеназа плес уз клезмер музику био је саставни део венчања у штетлима. На јеврејски плес су утицале локалне нејеврејске плесне традиције, али су постојале јасне разлике, углавном у покретима руку и руку, са сложенијим радом ногу код млађих мушкараца. Јеврејски верски закон је мрштио мешовити плес, диктирајући одвојене кругове за мушкарце и жене.

### Хасидски плес
У хасидском јудаизму, плес је средство за изражавање радости и верује се да прочишћава душу, промовише духовно усхићење и уједињује заједницу. Такође се сматрало да подстиче радост и стога има терапеутски ефекат.

### Оро
Оро је јеврејски плес у кругу који се обично игра уз музику Хава Нагиле. Традиционално се плеше на јеврејским свадбама и другим радосним приликама у јеврејској заједници. Популарност Хора у Израелу неки приписују румунском јеврејском плесачу Баруху Агадатију. Године 1924. кореографирао је представу у извођењу радничког позоришта „Охел“ које је обилазило пионирска насеља Језреелске долине. Hora Agadati, како је плес био познат, је тамо постигао успех. На плес је утицао румунски и неке карактеристике руских игара. Временом је плес еволуирао, а средином 1940-их његов творац је рекао да је сада постао права народна игра.

### Тза'ад Темани
Тза'ад Темани је облик плеса заснован на скакању у месту. Тза'ад Темани се често укључује у јавни плес на јеврејским венчањима и прославама. Плесни театар Инбал је специјализован за Темани плес у Израелу.

## Јевреји у концертном плесу у свету

### Балет
У Русији и Француској, Ballets Russes је био „првенствено јеврејска творевина“, према Полу Џонсону. У Сједињеним Америчким Државама, јеврејски кореографи и играчи били су водеће личности у свету плеса, међу којима су Џером Робинс, Ана Соколоу, Мајкл Бенет, Мајкл Кид, Рон Филд, Артур Мареј, Хелен Тамирис и Перл Ланг. Линкон Кирштајн је био један од оснивача Школе америчког балета, Америчког балета и Њујоршког балета.

### Модерни плес у Израелу
Један од пионира модерног плеса у Израелу била је Гертруд Краус, која је емигрирала у у Палестину под британским мандатом 1935. године и основала компанију модерног плеса придружену телавивској народној опери. У периоду 1950-1951. основала је Израелско балетско позориште и постала његов уметнички директор. Савремени плес у Израелу је под утицајем израелске народне игре и европске традиције. Плесне компаније укључују компанију за савремени плес Кибуц, плесно позориште Инбал, плесну компанију Бат-Дор и плесну дружину Батшева.

### Модерни плес у Сједињеним Америчким Државама
Јеврејски плес у Америци је произашао из умова кореографа као што су Марта Грејем и њен ментор, Ана Соколоу. Створили су уметничка дела која су служила као облик заступања и свести о растућем антисемитизму у Сједињеним Америчким Државама током периода после Другог светског рата. Ова дела, као што је Изгнанство које је премијерно извела Ана Соколов 1939. године, изазвала су критике и похвале јавности. Неки су овај модерни покрет видели као прелепу почаст онима који су били прогањани током Другог светског рата, док су други, укључујући критичаре из The New York Times, тумачили да је то непотребан облик пропаганде. Ова врста модерног плеса се предавала у компанијама као што су Martha Graham Dance Company и New Dance Group.